# A/S Norsk Bergverk
A/S Norsk Bergverk var ett tidigare norskt statligt gruvföretag. Det var verksamt mellan 1951 och 1971 och hade som huvudsaklig verksamhet att mellan 1953 och 1965 utvinna sövitmalm och framställa niobkoncentrat i Søve gruver i Fenfältet nära Ulefoss i Telemark fylke. 
A/S Norsk Bergverk bildades som ett statligt holdingbolag för gruvföretag 1951. Bolaget övertog då statens aktier i Rana Gruber i Nordland fylke och de övriga statliga gruvorna i Rana, förekomsterna i Grong i Nord-Trøndelag fylke samt en del mindre gruvor. Däremot övertog Norsk Bergverk inte statens delägande i Stordø Kisgruber, Fosdalens Bergverk eller Kings Bay AS eller statens majoritetsandel i Sydvaranger Gruve. Aktierna i Rana Gruber gick 1954 tillbaka till staten, varefter ett nytt gruvföretag bildades för att utveckla gruvdriften där. I detta blev Norsk Bergverk en av aktieägarna, tillsammans med Sydvaranger Gruve, Fosdalens Bergverk och Norsk Jernverk.
A/S Norsk Bergverk slutade fungera som holdingbolag 1959, men fortsatte som driftsbolag för Søve Gruver fram till nedläggningen av denna gruva 1963.